# Timsel
A Timsel egy 2024-ben alakult magyar pop-jazz formáció, amely különböző világzenei stílusok elemeit ötvözi. Zenéjük a modern ritmusokat és a klasszikus dallamokat kombinálja, dinamikus és egyedi hangzásvilágot teremtve. Céljuk, hogy hidat képezzenek a különböző zenei világok között, és olyan élményt nyújtsanak, amely egyszerre szórakoztató és inspiráló. Koncertjeiken a közönség elmerülhet a groove-ok, dallamok és vibráló energiák világában.

## Története
Máté és Hunor megismerkednek a DE-ZK nyári akadémiáján és életre szóló barátságot kötnek, Bence és Hunor a Debreceni Zenede Ifjúsági Fúvószenekarában játszanak együtt, közben mindkettőjük barátja alapít egy ska zenekart, amiben mindketten játszanak. Matyi és Máté a komáromi zeneiskola fúvószenekarában játszanak együtt.

## Tagok
- (2024- ) Tácsik Hunor: saxofon
- (2024- ) Pusztai Máté: saxofon
- (2024- ) Vida Mátyás: tuba
- (2024- ) Dros Bence: dobfelszerelés

## Diszkográfia

### Albumok
- 2025 - Neomelt

## Videográfia
A zenekar Youtube csatornája.

### Nem hivatalos kiadványok
- 2025 - Live Session